# Histoires naturelles (Levi)
Pour les articles homonymes, voir Histoires naturelles.

Histoires naturelles (en italien : Storie naturali) est un recueil de nouvelles de l'écrivain italien Primo Levi. Il l'a publié en 1966 chez Einaudi sous le pseudonyme de Damanio Malabaila. Le recueil a remporté le prix Bagutta en 1967.
Certaines nouvelles de l'ouvrage avaient déjà été publiées, la première en 1948. La plupart relèvent de la science-fiction humoristique.